# Фордзон (бронетрактор)

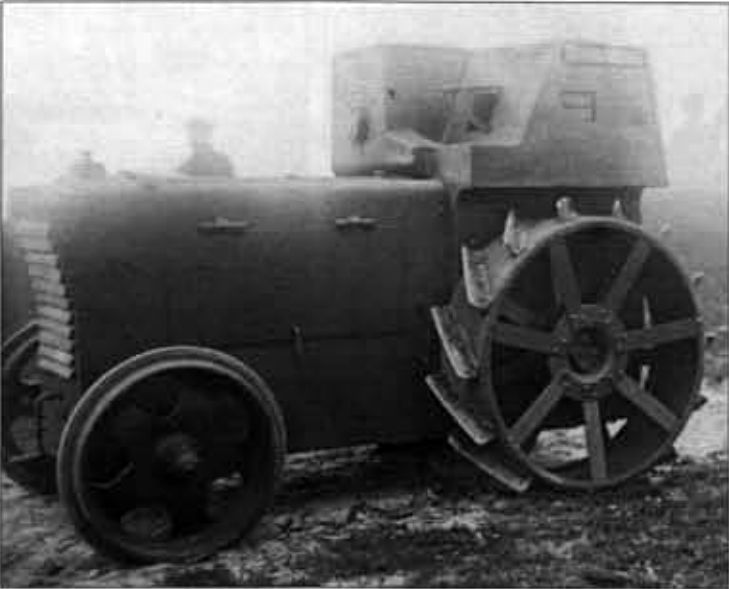
«Фордзон» під час випробувань, вигляд ліворуч

«Фордзо́н» — дослідний радянський броньований трактор (сурогатна танкетка) міжвоєнного періоду, створений наприкінці 1920-х — початку 1930-х Путилівським заводом на базі колісного сільськогосподарського трактора «Фордзон-Путіловець». Був побудований в єдиному екземплярі та серійно не вироблявся.

## Історія створення
Наприкінці 1920-х — початку 1930-х років з ініціативи командувача ЛВО М. М. Тухачевського, що був активним прихильником ідеї застосування броньованих тракторів як мобілізаційної сурогатної бронетехніки «2—3 ешелонів», силами Путилівського заводу (який вже мав, до слова, досвід виробництва значно більш потужних броньованих тракторів конструкції Н. А. Гулькевича в роки Першої світової війни) в дослідному порядку був заброньований та озброєний 1 примірник колісного трактора «Фордзон-Путіловець» (основного радянського сільськогосподарського трактора в той період). Отримана машина, озброєна одним кулеметом в лобовому бронелисті та являла собою імпровізовану танкетку з колісним рушієм, поступила на випробування, що проводилися на території ЛВО. Їхні результати виявилися незадовільними та подальших робіт з цього броньованого трактора не проводилося, а всі подальші розробки в цьому напрямі стали проводитися виключно на базі потужних гусеничних машин.

## Опис конструкції
Машина мала компоновку з переднім розташуванням моторно-трансмісійного відділення і заднім — рубки суміщених бойового відділення та відділення управління. Екіпаж машини складався з двох осіб — механіка-водія та стрільця, що розташовувалися поруч ліворуч та справа відповідно.

### Броньовий корпус та рубка
Машина мала броньовий корпус простий коробчатої форми, виконаний зі сталевих броньових листів завтовшки 7 мм, що забезпечували захист від куль і осколків. Бронювання монтувалось просто на корпус базового трактора. Для доступу до силової установки в бортових бронелистах МТВ були обладнані великі прямокутні броньові люки.
Броньова рубка в правій передній частині мала масивний виступ, призначений для розміщення кулеметної установки; розмір лівої частини рубки, де розміщувався механік-водій, був істотно меншим.

### Озброєння
Озброєння машини складалося з одного 7,62-мм танкового кулемета ДТ-29 в кульовій установці, встановленої в лобовому бронелисті бойового відділення.

### Пристрої спостереження та зв'язку
Механік-водій здійснював спостереження через захищене броньовим люком оглядове вікно в лобовому бронелисті броньової рубки та оглядову щілину з броньовими віконницями в бронелисті лівого борту, стрілець — через приціл кулеметної установки та оглядову щілину з броньовими віконницями в правому бортовому бронелисті.

### Двигун та трансмісія
Двигун та трансмісія не зазнали змін у порівнянні з базовою машиною: Це були гасовий карбюраторний двигун потужністю 20 к. с., що забезпечував бронетрактору швидкість до 11 км/год, і механічна трансмісія з 3 передачами вперед і 1 назад. Запуск двигуна здійснювався за допомогою «кривого стартера».

### Ходова частина
Ходова частина машини — колісна задньопривідна, що не зазнали змін у порівнянні з базовим трактором. Вона складалася з двох невеликих сталевих передніх керованих коліс і двох ведучих задніх коліс великого діаметра, які також були суцільнометалевими та оснащених великими ґрунтозачепами.

### Виноски
1. 1 2 3  Згідно з візуальними показниками фотографій машини.